# Aimé des dieux (film, 1942)
Pour les articles homonymes, voir Aimé des dieux (homonymie).
Pour plus de détails, voir Fiche technique et Distribution.
Aimé des dieux (titre original en allemand : Wen die Götter lieben) est un film allemand de Karl Hartl sorti en 1942, sur la vie de Wolfgang Amadeus Mozart.

## Synopsis
En 1777, après une dispute avec le Prince-archevêque de Salzbourg Hieronymus von Colloredo-Mansfeld, Mozart part avec sa mère pour Paris. Pendant le voyage, il persuade sa mère de s'arrêter à Mannheim pour voir Aloysia Weber dont il est amoureux. Après avoir chanté une chanson composée par Mozart, elle a obtenu un emploi à la cour royale. À contrecœur Mozart se rend à Paris. Mais en France, il ne retrouve pas le succès qu'il a connu comme enfant prodige. De plus, sa mère meurt à Paris. Il retourne donc à Salzbourg.
Quelques années plus tard, il s'installe à Vienne. Après quelques déboires professionnels — il donne alors des leçons de musique pour se maintenir — ses amis musiciens à la cour le soutiennent. D'abord réticent, il leur donne une nouvelle composition sophistiquée pour quatuor à cordes à présenter devant l'empereur Joseph II. L'empereur est conquis et commande à Mozart l'opéra Die Entführung aus dem Serail.
Mozart rencontre Sophie, la sœur d'Aloysia et apprend que cette dernière a épousé l'acteur Joseph Lange. En rendant à la famille Weber, le musicien tombe amoureux de Constance, une autre sœur. Mais leur mère refuse l'union. Inspiré par son opéra, Mozart décide de fuir avec Constance et ils se marient en secret. Au cours de la première, leur premier fils naît. Pendant la composition de Le nozze di Figaro, la famille est aux prises avec des problèmes financiers. Aloysia vient leur rendre visite et chante les chansons du premier rôle. Au grand dam de Constance, Aloysia et Mozart se rapprochent. Pour son nouvel opéra Don Giovanni, tous les trois se rendent à Prague. La relation entre Mozart et Aloysia devient plus intense. Constance souhaite retourner à Vienne, ce qui réjouit l'homme.
Tandis qu'il travaille à un autre opéra Die Zauberflöte, Mozart connaît des soucis de santé. Il fait appel à un mystérieux messager pour lui commander un requiem. Constance part faire une cure à Baden. Il en profite alors pour se consacrer pleinement à ses deux œuvres, convaincu que le requiem servira pour la messe de ses funérailles. Mozart reçoit la visite du jeune Ludwig van Beethoven, qui joue les compositions de l'Autrichien. Mozart se montre impressionné par la nouveauté de la musique de son jeune confrère et pense qu'il ne va plus être bientôt. 
Mozart met au point une dernière fois le Requiem et meurt.

## Fiche technique
- Titre : Aimé des dieux
- Titre original : Wen die Götter lieben
- Réalisation : Karl Hartl
- Scénario : Eduard von Borsody d'après le roman de Richard Billinger (de) et E. Strzygowski
- Musique : Alois Melichar
- Direction artistique : Julius von Borsody
- Photographie : Günther Anders
- Son : Alfred Norkus
- Montage : Henny Brünsch, Karl Hartl
- Production : Karl Hartl
- Sociétés de production : Universum Film AG et Wien-Film
- Société de distribution : Universum Film AG
- Pays d'origine : Allemagne ( Reich allemand)
- Langue : allemand
- Format : Noir et blanc - 1,37:1 - Mono - 35 mm
- Genre : Biographie
- Durée : 111 minutes
- Dates de sortie :
  - Autriche : 5 décembre 1942
  - Allemagne : 21 janvier 1943
  - France : 22 décembre 1943

## Distribution
- Hans Holt : Wolfgang Amadeus Mozart
- Winnie Markus : Constance Mozart née Weber
- Walter Janssen : Leopold Mozart (père)
- Rosa Albach-Retty : Anna Maria Mozart (mère)
- Irene von Meyendorff : Aloisia Weber
- Annie Rosar : Madame Weber
- Thea Weis (de) : Sophie Weber
- Susi Witt : Josepha Weber
- Erich Nikowitz : Franz Xaver Süßmayr
- Paul Hörbiger : Von Strack
- Curd Jürgens : L'empereur Joseph II
- Hans Siebert : Le duc de Mannheim
- Richard Eybner : Baron von Gemmingen
- René Deltgen : Ludwig van Beethoven
- Fritz Imhoff : Johann Georg Albrechtsberger
- Karl Blühm : Hoeffer
- Erna Berger : Chanteuse
- Siegmund Roth : Chanteur
- Karl Schmitt-Walter (de) : Chanteur
- Dagmar Söderquist : Chanteuse
- Pepi Glöckner-Kramer (de)
- Franz Herterich
- Otto Schmöle
- Theodor Danegger (de)
- Alfred Neugebauer (de)
- Ferdinand Maierhofer
- Hermann Erhardt (de)
- Louise Kartousch (de)
- Doris Hild
- Georg Lorenz
- Wilhelm Hufnagel

## Autour du film
- Joseph Goebbels a suggéré à Karl Hartl de faire un film sur Mozart après avoir vu son film de science-fiction Gold. Mais ce film n'est pas un film de propagande.
- Karl Hartl tournera un autre film sur la vie du compositeur, Mozart, en 1955.